# Georg von Hertling
Grev Georg von Hertling (født 31. august 1843 i Darmstadt, død 4. januar 1919 i Ruhpolding) var en tysk filosof og politiker (det katolske midterparti), som var statsminister i Bayern fra 1912 til 1917, og Tysklands syvende kansler og ministerpræsident i Preussen fra 1917 til 1918.

## Liv
Han blev født som Georg Friedrich Freiherr (baron) von Hertling i en katolsk familie af rhinpfalzisk oprindelse og var søn af en hessisk hofretsråd. Hertling studerede filosofi i München, Münster og Berlin, hvor han tog doktorgraden i 1864. Efter sin habilitation i 1867 i Bonn havde den troende katolik Hertling vanskeligheder med at få en professorstilling under kulturkampen. Først i 1880 blev han professor. Denne erfaring bidrog til at han blev en af grundlæggerne af Görres-Gesellschaft zur Pflege der Wissenschaft im katholischen Deutschland, som han var præsident for til sin død i 1919. Hertling var også en af grundlæggerne af den katolske studenterforeningsbevægelse. Hans tale på Katolikdagen 1863 i Frankfurt, hvor han fremhævede begreber som religion, videnskab og venskab som ledetråde for katolske foreningsstudenter, førte til grundlæggelsen af det såkaldte Würzburger Bund, som senere blev til Cartellverband og Kartellverband. Hertling fik 1882 et ordentligt professorat i München.
Ved siden af sit akademiske virke engagerende han sig også i politik og var medlem af den tyske Rigsdag for Det katolske midterparti, Zentrum, fra 1875 til 1890 og igen fra 1896 til 1912. Han var i begyndelsen særligt optaget af socialpolitiske spørgsmål, og senere frem for alt af udenrigs- og finanspolitiske anliggender. Fra 1909 til 1912 var Hertling, som gik ind for forsoning mellem tyske katolikker og den preussisk-protestantisk dominerede nationalstat, formand for Zentrumfraktionen i Rigsdagen.
Den 9. februar 1912 blev han udnævnt af prinsregent Luitpold af Bayern til formand for den bayerske regering. Udnævnelsen af en repræsentant for flertalsfraktionen i den bayerske landdag til statsminister indebar, at parlamentarismen slog igennem i Bayern.
Under 1. verdenskrig støttede Hertling rigskansler Theobald von Bethmann-Hollwegs politik og afviste efter Bethmann-Hollwegs afgang i 1917 tilbuddet om at blive kansler. Først da det stod klart, at Georg Michaelis' politik var mislykket, overtog den skrøbelige Hertling embederne som kansler og som preussisk statsminister. Regeringen Hertling gik et skridt videre i parlamentariseringen af Det Tyske Kejserrige, da den nye kansler måtte underkaste sit regeringsprogram parlamentets godkendelse, og med venstreliberaleren Friedrich von Payer som vicekansler og den nationalliberale Robert Friedberg som vicestatsminister inkluderede kabinettet to vigtige parlamentarikere som forbindelsesled til partierne.
Hertling forsøgte at få den øverste hærledelse til at acceptere fredsslutning på østfronten uden annektering af territorier, men lykkedes ikke hermed, da der blev sluttet fred ved Brest-Litovsk-freden og Freden i Bukarest. Det lykkedes heller ikke at gennemføre en valgreform i Preussen, som blev krævet af flertalspartierne (mens Tyskland føderalt havde lige valg, havde Preussen et treklasse-valgsystem). Den 3. oktober 1918 blev Hertling efterfulgt som kansler og preussisk statsminister af Prins Maximilian af Baden.
Fra sit ægteskab med Anna von Biegeleben (1845-1919) havde Hertling en søn og fem døtre (hvoraf en døde tidligt). Hertling blev i 1914 ophøjet i grevestanden.